# One Hot Minute
One Hot Minute – szósty album studyjny Red Hot Chili Peppers wydany 12 września 1995 za pośrednictwem Warner Bros. Records. Sukces poprzedniego albumu zespołu, Blood Sugar Sex Magik stał się powodem odejścia z formacji Johna Frusciante (1992).
Jest to jedyny album grupy nagrany przy współpracy gitarzysty Jane’s Addiction, Dave’a Navarro. Jego przyjście do zespołu gruntownie zmieniło brzmienie grupy. Teksty na One Hot Minute zawierają mniej podtekstów seksualnych niż poprzednie albumy. Skupiają się wokół tematów zażywania narkotyków, depresji, cierpienia i smutku. Navarro dodał do albumu dużo riffów heavymetalowych. Anthony Kiedis, który w 1994 zaczął ponownie zażywać kokainę i heroinę (po pięcioletnim okresie rehabilitacji) temat tekstów piosenek skupił wokół swoich poglądów na zagadnienia związane z narkotykami i ich wpływem na zdrowie.
One Hot Minute okazał się komercyjnym rozczarowaniem pomimo dostarczenia grupie trzech hitów i uplasowania się na 4. miejscu listy Billboard 200. Blood Sugar Sex Magik sprzedał się w ponad dwa razy większym nakładzie niż One Hot Minute i w znacznie większym stopniu przyciągnął uwagę krytyków. Navarro opuścił zespół 1997 w związku z konfliktem wizji rozwijania się zespołu. Stephen Thomas Erlewine z serwisu AllMusic napisał „One Hot Minute jest niemal tak samo ambitna jak Blood Sugar Sex Magik. Sprawia jednak wrażenie braku skupienia przy nagrywaniu, zaś Flea wydaje się wypadać z rytmu. Album daje słuchaczowi najmniej elementów grozy i dreszczyku emocji spośród wszystkich albumów zespołu”.

## Kontekst
Blood Sugar Sex Magik został wydany w 1991. Album stał się hitem, sprzedał się w nakładzie 7 milionów egzemplarzy w USA oraz rozsławił grupę na skalę ogólnoświatową. Gitarzysta John Frusciante miał kłopoty z pogodzeniem się ze sławą zespołu i zaczął odsuwać się od grupy. Frusciante wielokrotnie wszczynał kłótnie w zespole oraz zaczął sabotować koncerty (niespodziewanie wychodził z rytmu, lub zaprzestawał grania w środku utworu). Zaczął zażywać heroinę, jego nałóg nasilał się wraz z biegiem czasu. Frusciante opuścił zespół w 1992, w czasie japońskiego odcinka trasy koncertowej promującej Blood Sugar Sex Magik. Muzyk powrócił do Kalifornii i zamieszkał samotnie w swoim domu w Venice Beach.
Do czasu zakończenia trasy koncertowej Red Hot Chili Peppers zatrudnił Arika Marshalla na stanowisko gitarzysty. Po zakończeniu trasy i powrocie do Hollywood zespół zamieścił w gazecie L.A. Weekly ogłoszenie nt. castingów mających wyłonić nowego gitarzystę grupy (sam Kiedis nie widział sensu w takich castingach). Po kilku miesiącach bezowocnych poszukiwań perkusista Chad Smith zaproponował zatrudnienie Dave’a Navarro. Navarro został nieformalnie wybrany przez członków grupy jeszcze w 1992, jednak gitarzysta twierdził, iż był zbyt zajęty komponowaniem materiału po rozwiązaniu zespołu Jane’s Addiction. Navarro dołączył do zespołu po kilugodzinnym przesłuchaniu i sesji improwizacyjnej.

## Nagrywanie i produkcja
Kiedis zdawał sobie sprawę z tego, iż brzmienie grupy ulegnie zmianie po dołączeniu do zespołu Navarro. W lipcu 1994 zespół wszedł do studia The Sound Factory w Los Angeles w celu nagrania nowego albumu. Grupa nagrała kilka piosenek, w pewnym momencie jednak Kiedis zaczął odczuwać problemy w trakcie śpiewania. Wokalista odbył kurację stomatologiczną, w trakcie której zażywał duże ilości uzależniającego diazepamu. Kiedis powrócił (po 5-letniej przerwie) do zażywania narkotyków. Działalność zespołu została na kilka tygodni zawieszona – do występu na festiwalu Woodstock 1994, gdzie Navarro po raz pierwszy wystąpił z Red Hot Chili Peppers podczas koncertu.
Po wznowieniu produkcji, Navarro zakwestionował technikę nagrywania i produkcji albumu. Nie mógł zrozumieć, dlaczego tak duża ilość gitarowego zagłuszania i zgrzytów została zastosowana na albumie. Po poprawkach wprowadzonych przez Navarro proces nagrywania stał się uciążliwy dla reszty członków zespołu. Po kilku miesiącach prac zdołano napisać jedynie śladową część materiału. Kiedis odwiedził swoją rodzinę w Grand Rapids, gdzie poinformował ją o swoim powrocie do zażywania narkotyków. Powrócił do Hollywood pod koniec stycznia 1995, gdzie zakończył nagrywanie linii wokalnej. Reszta materiału została ukończona w ciągu następnego miesiąca.

## Pisanie i kompozycja
Z powodu powrotu Kiedisa do zażywania narkotyków oraz braku aktywności i chęci do współpracy ze strony Frusciante poziom piosenek był stosunkowo niski. Kiedis zdawał się nie doceniać wkładu Frusciante w wielki sukces zespołu:

John miał duże problemy z pisaniem tekstów, pomimo tego, iż tworzenie muzyki przychodziło mu może nawet łatwiej niż Hillelowi. Zdałem sobie sprawę z tego, ze tacy powinni być gitarzyści: pokazywałeś im swój tekst, zanucałeś motyw i byłeś pewien, że masz piosenkę. Ten system nie działał jednak podczas pracy z Navarro.

Flea i Kiedis zorganizowali kilka wspólnych wyjazdów, podczas których kilka piosenek zostało wymyślonych oraz dopracowanych.
Pod względem tekstów piosenek One Hot Minute mówi o ciemnych, melancholijnych uczuciach Kiedisa. Kilka piosenek zostało napisanych w okresie, kiedy wokalista ukrywał swój powracający nałóg. „Warped” jest histerycznym wołaniem wokalisty o pomoc: „My tendency for dependency is offending me/It's upending me/I'm pretending to be strong and free from my dependency/It's warping me”. Kiedis był rozczarowany, że „nikt nie przewidział, że powrócę do nałogu po pięciu latach bycia „czystym"”. Utwór bazuje na typowo metalowych riffach i powtarzanej linii wokalnej (z efektem echa), które mają wyrażać stan psychiczny Kiedisa.
"Aeroplane”, trzeci singel z płyty, wydaje się być utworem dużo bardziej radosnym i optymistycznym niż pozostałe z albumu. Piosenka nadal jednak zawiera aluzje do sytuacji Kiedisa:"Looking into my own eyes/I can't find the love I want/Somebody'd better slap me before I start to rust/before I start to decompose.”. W piosence gościnnie wystąpiła córka basisty zespołu, Clara oraz jej rówieśnicy z przedszkola – dodają chórki w końcowym etapie utworu. Utwór „Tearjerker” poświęcony jest liderowi zespołu Nirvana, Kurtowi Cobainowi. Kiedis powiedział w jednym z wywiadów:

Jego śmierć była dużym emocjonalnym i psychicznym ciosem. I wszyscy to odczuliśmy. Nie mam pojęcia, dlaczego wszyscy na ziemi tak kochali tego faceta, czuli się mu tak bliscy. Był umiłowany w jakiś przedziwny sposób. Pomimo jego wszystkich krzyków oraz ciemności, jaka z niego biła, wydawał się sympatyczny.

One Hot Minute był pierwszym albumem, na którym Flea współpracował aktywnie z resztą członków zespołu przy pisaniu tekstów (czynił to w kulminacyjnym momencie uzależnienia Kiedisa, co odbiło się na kreatywności i pomysłowości zespołu, ponieważ Kiedis był przeważnie autorem wszystkich tekstów grupy). Balzary napisał niemal cały tekst do piosenki „Transcending” oraz intro do „Deep Kick”, piosenki, która opowiada o dzieciństwie jego i Kiedisa. Napisał również tekst do utworu „Pea” – piosenki, na której śpiewał i grał na gitarze basowo-akustycznej. „My Friends” zawiera więcej ponurych, czarnych myśli wokalisty niż tych o „jego przyjaciołach”: „My friends are so distressed/And standing on the brink of emptiness/No words I know of to express/This emptiness”.
One Hot Minute różni się od wcześniejszych nagrań Red Hot Chili Peppers – przede wszystkim od Blood Sugar Sex Magik. Album skupiony jest wokół częstego użycia metalowych riffów gitarowych, widoczne są również ślady rocka psychodelicznego. Navarro, w odróżnieniu od Kiedisa i Balzary’ego, nie był przekonany do muzyki funkowej. W wywiadzie udzielonym magazynowi Guitar World w 1996 powiedział:

Nie przemawia to do mnie zbytnio. Jednak kiedy gram z trzema innymi ludźmi, których kocham i uważam za swoich przyjaciół, czerpię przyjemność nawet z grania funku

Na styl Navarro wpływ miała działalność takich artystów jak Jimi Hendrix, Jimmy Page, Robert Smith i Daniel Ash. Proces pisania materiału na One Hot Minute trwał niemal dwa lata, ponadto przeciągał się proces nagrywania i produkcji. Navarro zdradził w jednym z wywiadów, że czuł się zmarginalizowany przez pozostałych członków zespołu. Navarro, będąc członkiem Jane’s Addiction, pisał utwory niezależnie, w Red Hot Chili Peppers proces ten zawsze skupiał kilka osób i bazował na współpracy. Navarro przyznał, że struktura Red Hot Chili Peppers była dużo bardziej kolektywna i koleżeńska w przeciwieństwie do Jane’s Addiction, który był zdominowany przez wokalistę Perry’ego Farrella.

## Promocja i wydanie
W trakcie ostatecznego dopracowywania albumu zespół wydał teledysk do utworu „Warped”. Wideo wyreżyserował szwagier basisty zespołu, Gavin Bowden. W końcowym etapie wideo przedstawia Navarro i Kiedisa całujących się – była to próba złamania monotonii przewlekłego i mało efektywnego procesu nagrywania, ale również przeciwstawienie się koncepcji tworzenia „neutralnych” teledysków. Kilka dni po nagraniu momentu całowania, teledysk został ukończony. Warner Bros. po obejrzeniu teledysku miał wątpliwości co do jego produkcji i wydania, swoją opinię uzasadniając małą atrakcyjnością filmu (a przez to małymi szansami na jego duży nakład i sprzedaż) oraz możliwością zaczerpnięcia życiowych wzorców przez fanów zespołu. Zespół poszedł na kompromis, który ustalał pojawienie się pocałunku w końcowym ujęciu teledysku, co spotkało się z ostrą reakcją studenckiej warstwy fanów zespołu. Kiedis powiedział: „Jeżeli nie akceptują tego, co robimy, nie potrzebujemy ich”.
One Hot Minute został wydany 12 września 1995. Uzyskał status złotej płyty dwa miesiące po wydaniu (11 listopada). Od tego czasu album dwukrotnie pokrył się platyną w Stanach Zjednoczonych. Album uplasował się na 4. miejscu listy Billboard 200. „My Friends” znalazł się na 1. miejscu list Modern Rock Tracks i Mainstream Rock Tracks. Utwór uplasował się na 29. pozycji listy UK Singles Chart, zaś „Aeroplane” na miejscu 11. Kilka dni po wydaniu albumu, Kiedis nadal zażywał narkotyki, pomimo wielu wywiadów, w których miał obowiązek uczestniczyć.

## Przyjęcie przez krytykę
One Hot Minute nie został tak życzliwie przyjęty przez krytykę jak Blood Sugar Sex Magik i został uznany za „słabą kontynuację”. Niektóre serwisy muzyczne jednak doceniły album. Diana Darzin z magazynu Rolling Stone napisała:

One Hot Minute zanurza się w temat emocji i przeżyć w głębi nałogu narkotykowego oraz porażki z tym nałogiem. Album jest niezwykle eklektyczny, pobudza wyobraźnię. Przedstawia zespół jako empatycznych, troszczących się o innych ludzi, czasem nawet głęboko uduchowionych. Po ponad 10-letniej karierze wreszcie zdają sobie sprawę ze swojego olbrzymiego potencjału i możliwości.

David Browne z gazety Entertainment Weekly napisał:

One Hot Minute jęczy i wzdycha jak biegacz po maratonie, są jednak momenty, w których daje się wyczuć subtelność i dojrzałość zarówno nagrania jak i całego zespołu. Muszę pochwalić Kiedisa za trzymanie swoich gburowatych tendencji i myśli pod kontrolą. Niektóre piosenki skomponowane są na niewiarygodnie wysokim poziomie, ze zbyt dużą dla zespołu dawką filozofii i przemyśleń, co wprowadza w konfuzję fanów Blood Sugar Sex Magik. Niektóre utwory całkowicie nie pasują do wcześniejszego, funkowego brzmienia zespołu.

Stephen Thomas Erlewine z serwisu AllMusic napisał:

Nagranie kolejnego albumu po Blood Sugar Sex Magik okazało się być trudnym zadaniem dla Red Hot Chili Peppers. Metalowa gra Navarro powinna była dodać trochę wigoru i wagi funkowemu graniu Frusciante, momentami jednak te ostre zgrzyty są trudnym przeżyciem dla słuchacza. Poprzez podkreślenie metalu, funkowe brzmienie wydaje się tu całkowicie przypadkowe.

Robert Christgau dał albumową najniższą ocenę w swojej skali (bombę).
Erlewine napisał o utworze „My Friends”:

Utwór jest próbą ponownego wejścia do mainstream, próbą powtórzenia sukcesu „Under the Bridge”. Melodia jest słaba, teksty również kiepskie. Utwór wydaje się być mocnym uściskiem i pomocą dla wszystkich kolegów Kiedisa będących w kłopotach, nie tylko tych związanych z narkotykami.

Rolling Stone zdefiniował piosenkę jako „świetną” oraz podkreślił „nieco folkowy refren” oraz „ten sam styl wyrażania uczuć, co w przypadku 'Under the Bridge' i 'Breaking the Girl'”. Artykuł docenia również „Warped” jako „mieszający teksty w sposób wstrząsający, wielotonowy, wprowadzający warstwową dawkę hałasu i zgrzytów gitarowych, a także typowo rockowych rytmów, które komponują z funkowym aspektem brzmienia zespołu. Cały album przypomina jednak coś w rodzaju narkotykowego amoku”. Rolling Stone uznał, że utwór tytułowy był „utrzymany w stylu funkowym oraz dostarczył wiele radości zarówno nagrywającym jak i słuchaczom. Mówi o tematach związanych z miłością i seksem. Niektóre rzeczy nie muszą się zmieniać”. Magazyn Entertainment Weekly stwierdził, że „niektóre piosenki trwają zbyt długo, powinny być w kilku miejscach skrócone”. Eksperci gazety napisali również, że „Kiedis brzmi niezwykle religijnie i przekonująco na „Falling Into Grace"”.

## Trasa koncertowa i odejście Navarro
Trasa koncertowa promująca One Hot Minute rozpoczęła się kilka dni po wydaniu albumu. Trasa rozpoczęła się od etapu europejskiego. Kiedis uważał, że jako artysta staje się coraz bardziej monotonny. Etap europejski zakończył się na początku października, następnym etapem miały być Stany Zjednoczone, zaś początek serii koncertów zaplanowano w środku października. Etap amerykański został przesunięty na początek lutego 1996. Podczas jednego z pierwszych koncertów Kiedis odniósł kontuzję nogi w czasie wykonywania „eyes-closed robotic dancing” (tańca w stylu robot, wykonywanego z zamkniętymi oczami). Wokalista spadł ze sceny oraz zaplątał się w kable podłączone do mikrofonu, przez co miał założony gips na okres dwóch miesięcy. Kiedis powiedział „miło było, że ludzie nadal uczęszczali na nasze koncerty, by zobaczyć, co robimy”, mając na myśli czteroletnią przerwę po wydaniu Blood Sugar Sex Magik. Po zakończeniu serii koncertów w USA, zespół zrobił sobie dwutygodniową przerwę, po czym zagrał kilka koncertów w Australii i Nowej Zelandii. Zespół zagrał na Tibetan Freedom Concert w San Francisco, by zakończyć trasę koncertową w Europie.
Kiedis brał pod uwagę rozpoczęcie kuracji odwykowej w trakcie trasy, mimo tego zachował dobrą dyspozycję w czasie występów. Navarro po kilku tygodniach koncertów zaczął objawiać zmęczenie, co doprowadziło do spięć między nim a resztą członków zespołu. Kiedis zaliczył jeszcze jedną kontuzję podczas koncertu w Pradze, gdzie spadł ze sceny w trakcie wykonywania salta w tył. Wokalista zmuszony był nosić usztywniacz kończyn, co ograniczyło jego aktywność podczas koncertów do niewielkiego obszaru wokół statycznego mikrofonu. Po koncertach w Paryżu i Londynie, zespół wrócił do Los Angeles. Kiedis zaczął ponownie zażywać narkotyki, zarzucił jednak nałóg po kilku tygodniach. Grupa została poproszona o zagranie koncertu na Biegunie Północnym dla ponad stu zwycięzców koncertu organizowanego przez kanadyjski browar, Molson. Zespół wrócił po dwóch dniach, co spotkało się z dezaprobatą organizatorów.
Przez kilka miesięcy zespół nie zagrał ani jednego koncertu, co było spowodowane małą popularnością albumu i niskimi statystykami sprzedaży. Po kolejnym powrocie Kiedisa do zażywania narkotyków i przerwaniu kuracji odwykowej, zespół rozpoczął przygotowania do letniej trasy koncertowej – pierwszej w ciągu 7 miesięcy. Niestety tuż przed rozpoczęciem trasy Kiedis miał wypadek na motocyklu i z obrażeniami ręki trafił do szpitala. Z powodu nałogu wokalisty, użyto aż siedmiu dawek morfiny, by złagodzić ból. Po wyjściu ze szpitala wokalista był zobowiązany do noszenia pancerza okrywającego całe ramię przez kilka miesięcy. W konsekwencji wszystkie zaplanowane koncerty zostały odwołane. W trakcie procesu dochodzenia do zdrowia wokalisty, zespół został poproszony o zagranie koncertu na Fuji Rock Festival w lipcu 1997. W tym czasie menadżer Kiedisa poinformował, że wokalista czuje się dobrze i jest gotowy zagrać koncert. Kilka godzin przed rozpoczęciem koncertu zapowiedziano tajfun, który miał przejść przez miejscowość goszczącą zespół. Koncert doszedł do skutku – kiedy zespół wchodził na scenę, cała widownia była przemoczona deszczami poprzedzającymi silne wiatry. Po zagraniu ośmiu utworów na scenę weszli organizatorzy festiwalu i zakończyli koncert.
Po powrocie do domu poszczególni członkowie zespołu zaczęli realizować własne projekty – zespół niemal rozpadł się w 1997. W tym okresie nie nagrano nowego materiału (próby rozpoczęto na początku 1998). W tym czasie Navarro uzależnił się od narkotyków, Kiedis z trudem powstrzymywał się od zażywania kokainy. Zespół zdecydował o próbie przekonania Navarro do pójścia na kurację odwykową. Dyskusja przerodziła się w kłótnię i Navarro (będący w narkotykowym amoku) potknąwszy się o wzmacniacz upadł na ziemię. Do kwietnia 1998 nie napisano nowego materiału; Kiedis i Flea zdecydowali o wydaleniu Navarro z zespołu. Navarro przeżył atak furii w momencie przedstawienia pomysłu, jednak ostatecznie zaakceptował propozycję. Po wydaleniu Navarro Flea zakwestionował sens dalszego istnienia zespołu i zasugerował rozwiązanie grupy. W obliczu rozwiązania zespołu Flea zwrócił się do Frusciante z zapytaniem o ponowne dołączenie do formacji. Frusciante, który pomyślnie przeszedł kurację odwykową po ponad pięcioletnim okresie uzależnienia od heroiny, przyjął propozycję.

## Lista utworów
Wszystkie piosenki autorstwa Red Hot Chili Peppers.
1. „Warped” – 5:04
2. „Aeroplane” – 4:45
3. „Deep Kick” – 6:33
4. „My Friends” – 4:02
5. „Coffee Shop” – 3:08
6. „Pea” – 1:47
7. „One Big Mob” – 6:02
8. „Walkabout” – 5:07
9. „Tearjerker” – 4:19
10. „One Hot Minute” – 6:23
11. „Falling into Grace” – 3:48
12. „Shallow Be Thy Game” – 4:33
13. „Transcending” – 5:46

### Strony B i piosenki niewykorzystane
| Utwór                  | Długość | Wydany                            |
| ---------------------- | ------- | --------------------------------- |
| „Melancholy Mechanics” | 4:30    | Strona B singla „Warped”          |
| „Let's Make Evil”      | 5:17    | Strona B singla „My Friends”      |
| „Stretch”              | 6:01    | Strona B singla „My Friends”      |
| „Bob”                  | 5:43    | utwór bonusowy dostępny na iTunes |

## Skład
- Anthony Kiedis – śpiew
- Dave Navarro – gitara, wokal wspierający
- Flea – gitara basowa, wokal wspierający, śpiew prowadzący na utworze „Pea"
- Chad Smith – perkusja
- Rick Rubin – producent
- Mark Ryden, Red Hot Chili Peppers – oprawa artystyczna i graficzna, dyrektor artystyczny

### Dodatkowi muzycy
- Lenny Castro – instrumenty perkusyjne na utworach „Walkabout”, „My Friends”, „One Hot Minute”, „Deep Kick” i „Tearjerker"
- John Lurie – harmonijka ustna na utworze „One Hot Minute"
- Tree – wiolonczela na utworze „Tearjerker"
- Stephen Perkins – perkusja na utworze „One Big Mob"
- Kristen Vigard – wokal wspierający na „Falling into Grace"
- Aimee Echo – wokal wspierający na „One Hot Minute” i „One Big Mob""
- Gurmukh Kaur Khalsa – chant i beatbox na „Falling into Grace"

## Pozycje na listach przebojów

### Album
| Lista          | Miejsce |
| -------------- | ------- |
| Billboard 200  | 4       |
| UK Top 40      | 2       |
| Swedish Top 60 | 1       |
| Austria        | 4       |
| Francja        | 105     |
| Finlandia      | 1       |
| Norwegia       | 2       |
| Szwajcaria     | 2       |

### Single
| Rok  | Single       | Lista                  | Pozycja |
| ---- | ------------ | ---------------------- | ------- |
| 1995 | „Warped”     | Mainstream Rock Tracks | 13      |
| 1995 | „Warped”     | Modern Rock Tracks     | 7       |
| 1995 | „My Friends” | Modern Rock Tracks     | 1       |
| 1995 | „My Friends” | Mainstream Rock Tracks | 1       |
| 1996 | „Aeroplane”  | Mainstream Rock Tracks | 12      |
| 1996 | „Aeroplane”  | Modern Rock Tracks     | 8       |
| 1996 | „Aeroplane”  | Top 40 Mainstream      | 30      |